# Torpedo los!
Torpedo los! (Originaltitel: Torpedo Run) ist ein US-amerikanischer Kriegsfilm des Regisseurs Joseph Pevney aus dem Jahr 1958. Deutschland-Premiere war am 10. Februar 1959.

## Handlung
Das amerikanische U-Boot Grayfish sucht im Pazifik den japanischen Flugzeugträger Shinaru, der den Angriff auf Pearl Harbor angeführt hat. Der U-Boot-Kommandant Doyle erfährt, dass der Träger eine Eskorte hat. In der Eskorte befindet sich auch ein Transportschiff, das seine Frau und sein Kind an Bord hat, die auf den Philippinen von den Japanern gefangen genommen wurden.
Doyle findet die Schiffe. Sein Offizier Sloan versucht, Doyle den Angriff auszureden, doch Doyle lässt den Angriff durchführen und versenkt damit den Transporter. Die Japaner unternehmen keinen Versuch zur Rettung der Überlebenden. Sie benutzen sie vielmehr als Schutzschild vor weiteren Angriffen. Da die Grayfish nicht auftauchen kann, muss sie die Überlebenden sich selber überlassen.
Doyle folgt dem Flugzeugträger bis in die Bucht von Tokio. Dort versucht er wieder, die Shinaru zu versenken. Der Versuch scheitert, das U-Boot kann nur mit Mühe vor den japanischen Zerstörern fliehen. Zurück in Pearl Harbor angekommen, versucht Admiral Setton, Doyle in den Stab zu bekommen. Doch Doyle bittet um eine letzte Chance, den japanischen Flugzeugträger zu versenken. Sloan legt sein eigenes Kommando nieder, um Doyle einen weiteren Angriff zu ermöglichen.
Doyle wird auf eine ruhige Patrouillenfahrt bei Alaska geschickt. Doch Doyle hat Glück und sichtet die Shinaru. Durch eine Kollision ist das U-Boot beschädigt und kann seinen Angriff nur durch Sonar fortsetzen. Nachdem die Torpedos abgeschossen sind, wird die Grayfish von japanischen Zerstörern auf den Meeresgrund bombardiert. Mit Hilfe von Atemgeräten kann die Mannschaft das untergegangene U-Boot verlassen und wird von einem Schwesterschiff aufgenommen. Man teilt ihnen mit, dass sie die Shinaru versenken konnten.

## Kritiken
„Glenn Ford verkörpert überzeugend den tragischen Helden in diesem dramatischen Kriegsfilm.“

„Vom Pentagon finanziertes Pathos.“

„Joseph Pevney drehte seinen beklemmenden Kriegsfilm, dessen tragischer Held in den Grundzügen an Kapitän Ahab in ‚Moby Dick‘ erinnert, mit Unterstützung des US-Verteidigungsministeriums und der US-Marine.“

## Auszeichnungen
- 1959: Oscarnominierung in der Kategorie Beste Spezialeffekte (A. Arnold Gillespie und Harold Humbrock)

## Hintergrund
- Der Film weist einige in Filmkreisen bekannte Crew-Mitglieder auf: den 13 mal für den Oscar nominierten Kameramann George J. Folsey, den oscarprämierten Filmeditor Gene Ruggiero (1957 ausgezeichnet), Art-Director Malcolm Brown (1957 ausgezeichnet), dessen Kollege William A. Horning (1959 und 1960 ausgezeichnet), Set-Decorator Henry Grace (1959 ausgezeichnet), der für diesen Film für den Oscar nominierte Spezial-Effekte-Techniker A. Arnold Gillespie (1948, 1960 und 1964 ausgezeichnet).
- Der militärische Berater dieses Films war Vizeadmiral Charles A. Lockwood von der US-Navy.

## Historischer Hintergrund
- Die am Angriff auf Pearl Harbor beteiligten Flugzeugträger der japanischen Flotte hießen: Akagi, Kaga, Hiryū, Sōryū, Zuikaku und Shōkaku.
- Ein japanischer Flugzeugträger mit ähnlichem Namen, der auch im Zweiten Weltkrieg von einem US-amerikanischen U-Boot (USS Archerfish) versenkt wurde, war die Shinano.